# D2 (standard di videoregistrazione)
Il D2 è un formato di videoregistrazione professionale progettato dalla Ampex e da altre aziende della SMPTE e commercializzato a partire dal 1988 come alternativa a basso costo al formato D1. Il D2, così come il D1, registra il video non compresso, ma richiede una larghezza di banda molto inferiore campionando un segnale video composito codificato NTSC o PAL e registrandolo poi direttamente, piuttosto che campionando i segnali a componenti. Questa tecnica è nota come video composito digitale. 
La Ampex concepì il D2 come soluzione di facile integrazione in ambienti già esistenti, permettendo a studi ed emittenti di sostituire le macchine presenti senza ricablaggi o conversione di segnali. Oltre ai costi di esercizio inferiori, infatti, il videoregistratori D2 erano dotati di connessioni audio e video analogiche.

## Formato del nastro
Il meccanismo di trasporto del nastro è molto veloce, in questo formato la ricerca veloce può essere compiuta a velocità 100 volte superiori a quella nominale (le guide del nastro vibrano a frequenza ultrasonica per ridurre l'attrito), conservando in uscita un'immagine riconoscibile (questo non è possibile sui sistemi con compressione DCT o MPEG).
Il nastro usato è una largo 19 mm, contenuto in videocassette di tre diverse dimensioni. Nonostante sembrino simili alle videocassette del formato D1, non sono intercambiabili.
Il formato prevede quattro canali di audio digitale oltre a una traccia analogica chiamata cue.

## La funzione "preread"
Il D2 è il primo formato digitale a prevedere la funzione "read before write" (secondo la terminologia Ampex) o "preread" (secondo la terminologia Sony). Questa funzione permette la lettura e la registrazione simultanea sullo stesso videoregistratore, funzione molto utile per eseguire interventi di montaggio insert su una registrazione già esistente.
Per esempio, il segnale in uscita dal videoregistratore può entrare nel mixer video dove viene inserita una chiave. Il video in uscita dal mixer viene poi registrato nuovamente, in insert, sullo stesso nastro, al posto di quello riletto un fotogramma prima.
Questo elimina la necessità di una seconda macchina in lettura, permettendo anche di risparmiare tempo in post produzione. Se vengono usati i segnali digitali, sono possibili centinaia di generazioni successive di copia senza degrado dell'immagine.

## Modelli prodotti
- Sony
  - DVR-10
  - DVR-18
  - DVR-20
  - DVR-28

- BTS
  - DCR-10
  - DCR-18
  - DCR-20
  - DCR-28

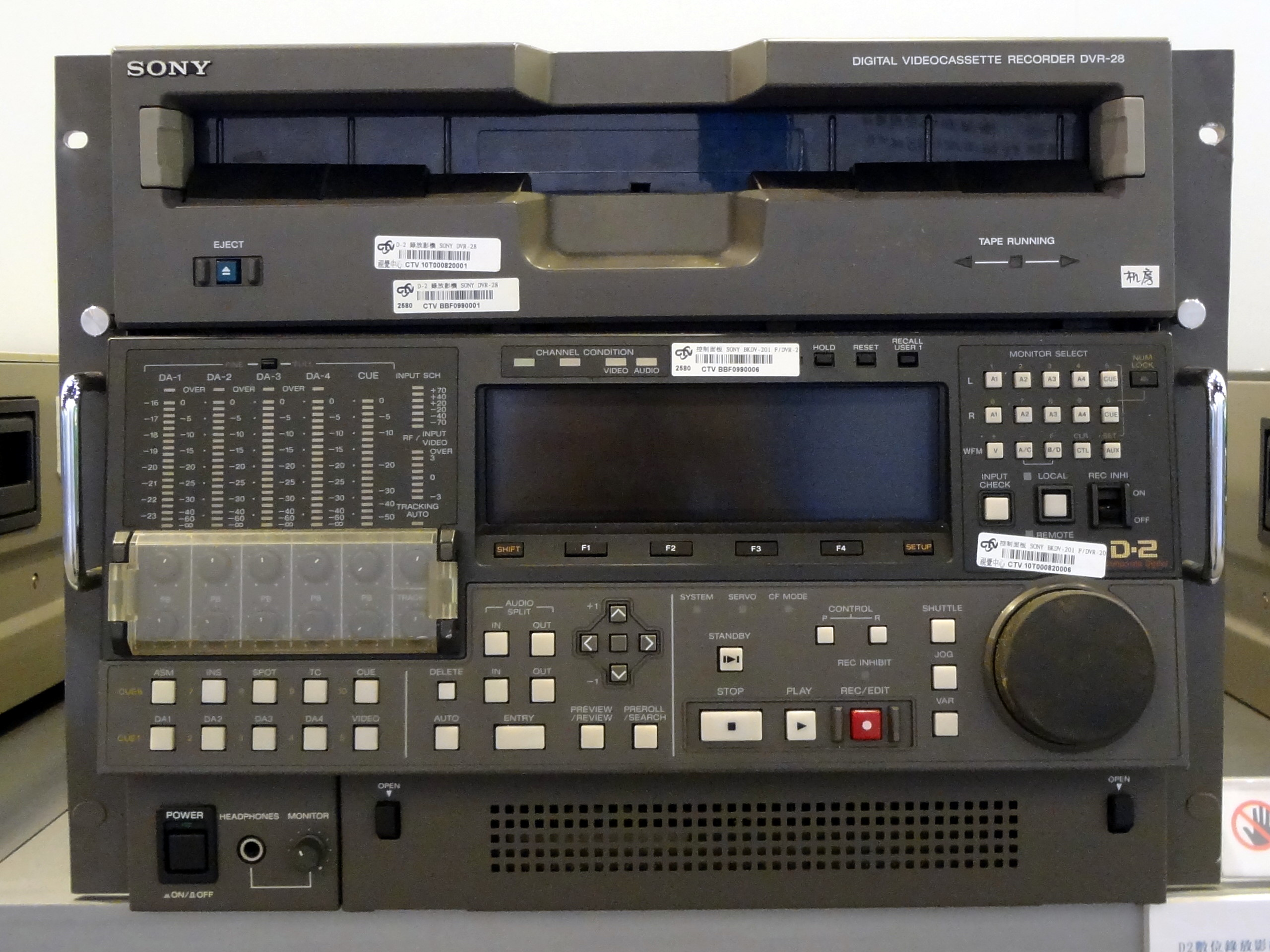
Sony DVR-28

Questi modelli sono identici a quelli di pari numerazione.
- Ampex
  - VPR-200
  - VPR-250
  - VPR-300

## Si veda anche
- D3
- D5